# Stylus Magazine
Stylus Magazine è stata una rivista online di cinema e musica, lanciata nel 2002.
Pubblicava quotidianamente quattro rassegne musicali, oltre a recensioni cinematografiche, diversi podcast, un blog in formato MP3 e uno testuale.
Il sito aveva appuntamenti giornalieri come The Singles Jukebox, che esaminava singoli pop da tutto il mondo, e Soulseeking, rubrica basata sulle considerazioni del pubblico in ascolto.
Nonostante il numero dei lettori non abbia mai raggiunto quello di Pitchfork, Stylus Magazine è stato elogiato dalla stampa per la qualità dei suoi articoli.
Nel 2006 l'Observer Music Monthly lo collocò al 20º posto nella classifica "25 siti web musicali indispensabili" (in inglese 25 most essential music websites).
La rivista online chiuse ufficialmente il 31 ottobre 2007, mentre a partire da luglio 2010 venne comunque data la possibilità di consultarlo senza alcuna nuova pubblicazione.
Il 4 gennaio 2010 il direttore e fondatore, Todd Burns, acconsentì al lancio da parte dello storico scrittore dello Stylus Nick Southall di un nuovo sito web, The Stylus Decade, con liste e articoli musicali sugli ultimi dieci anni.
La rubrica The Singles Jukebox divenne nel marzo 2009 anch'essa indipendente dall'iniziativa di molti ex collaboratori di Stylus Magazine.